# Satellite (Lied)

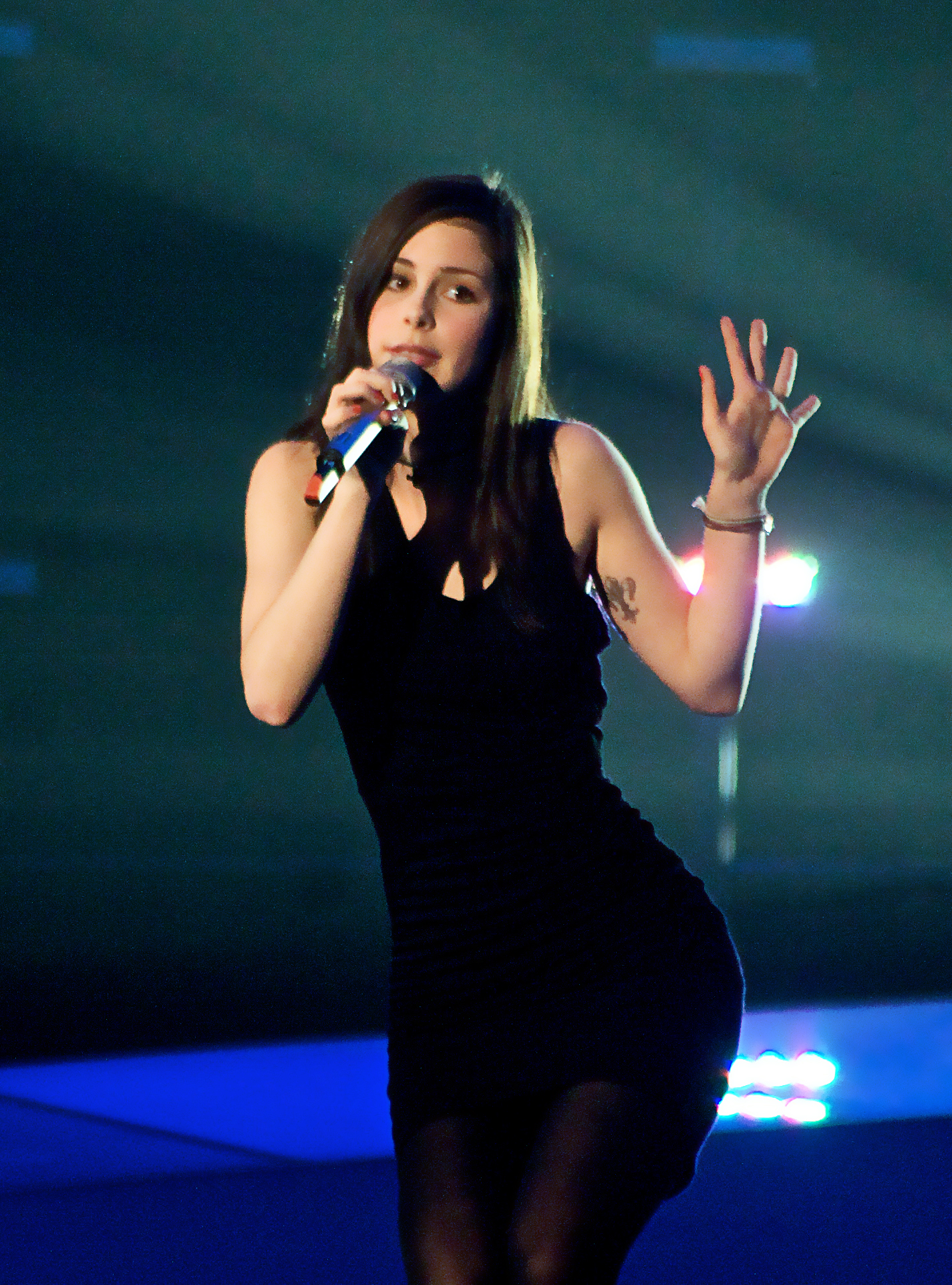
Lena Meyer-Landrut bei einer Probe für den Eurovision Song Contest 2010 in der Telenor Arena in der Nähe von Oslo

Satellite ist ein Lied der deutschen Popsängerin Lena Meyer-Landrut aus dem Jahr 2010. Der englischsprachige Poptitel wurde von Julie Frost und John Gordon geschrieben und avancierte nach Ein bißchen Frieden (1982) zum zweiten Siegerbeitrag für Deutschland beim Eurovision Song Contest. Das Lied war hierzu am 12. März 2010 bei Unser Star für Oslo ausgewählt und dort auch von Jennifer Braun interpretiert worden.

## Entstehung und Produktion
Das Lied stammt aus der Feder der US-Amerikanerin Julie Frost und des Dänen John Gordon und wurde 2007 nicht speziell für den Eurovision-Wettbewerb geschrieben. Julie Frost, die Hauptkomponistin des Liedes, arbeitet für das amerikanische Unternehmen RedZone Entertainment. Zum Zeitpunkt der Entstehung des Liedes hatte sie noch nie etwas vom Eurovision Song Contest gehört und wusste nicht, dass ein solcher Wettbewerb existiert. Frost hatte den Text und die Melodie etwa zwei bis drei Jahre vor dem Wettbewerb in einer Hütte in den Wäldern des US-Bundesstaates Georgia geschrieben. Den einfachen Gitarren-Vocal-Song schickte sie per E-Mail an den in Dänemark lebenden John Gordon, der den Song fertigstellte. Beide arbeiteten seit über zwei Jahren zusammen, so Frost in einem Interview Ende Mai 2010.
Gordons eigene Firma arbeitete mit dem Musiklabel EMI zusammen, das den Song an Universal Music schickte. Das Major-Label reichte den Titel dann für das Finale zu Unser Star für Oslo ein. Er wurde von einem Team um Stefan Raab aus über 300 eingereichten neuen Kompositionen für das Finale von Unser Star für Oslo am 12. März 2010 ausgewählt.
Nach Auffassung der Liedautoren ist Satellite „ein kleines übersprudelndes (bubbly) Lied, das einfach und süß ist und mit einem lustigen Text (Det er en lille „bubbly“ sang, som er temmelig enkel og sød og med en sjov tekst)“. Die Texterin Julie Frost erklärt, dass es um all die verrückten und geheimen Dinge gehe, die ein Mädchen tue und fühle, wenn es verliebt sei. Ein Mann könne sie dazu bringen, alles Mögliche zum gleichen Zeitpunkt zu fühlen – glücklich, aber verstört und hilflos. Über Meyer-Landruts Interpretation äußerte die Komponistin am Rande des Eurovision Song Contest, sie könne sich „niemand anderes vorstellen, der diesen Song singt.“
Für die Produktion waren John Gordon sowie André „Brix“ Buchmann, Ingo Politz und Bernd Wendtland von Valicon zuständig. Für das Remastering zeichnete Sascha „Busy“ Bühren verantwortlich. Stefan Raab war als Vorsitzender des Labels USfO/Raab TV Supervisor der Produktion.

## Stil
Das Lied steht in der Tonart h-Moll, wobei in der Kadenz (h – e - Fis) die Dominante (Fis) überwiegend durch A-Dur ersetzt wird. Bemerkenswert ist der chromatische Verlauf der Basslinie im letzten Teil der Strophe: Aus der Molltonika h wird ein Molltonika-Septakkord mit großer Septime (Ais), die im Bass gespielt wird, worauf A-Dur folgt. So entsteht eine Lineprogression. Im Refrain wird dann erstmals die Mollsubdominante e verwendet.
In der Bridge gibt es zu den Basisakkorden noch G (Durparallele der Subdominante) und Fis (Dominante), zudem weicht die Melodie stark von der Strophe ab.
Die von Lena Meyer-Landrut gesungene Fassung dieses Liedes unterscheidet sich in ihrer musikalischen Gestaltung stark von der balladenartigen Fassung, die bei der Finalshow von Unser Star für Oslo von Jennifer Braun gesungen wurde. In Brauns Version wird schon in der Strophe die Subdominantparallele G verwendet und dafür auf die Lineprogression verzichtet. Durch das Beenden der Strophe auf A (VII. Stufe von h und Dominante von D) wird der Übergang in den Refrain, der in d-Moll steht, erleichtert. Die Modulation hat zur Folge, dass der Refrain im Lied mehr heraussticht und auch der Titel Satellite so für den Hörer auffälliger wird. Eine weitere Folge ist der erweiterte Tonumfang, der das gesangliche Können der Sängerin noch einmal besonders in den Vordergrund stellt. Auch die Bridge steht bei Braun in D-Moll.

## Veröffentlichung
Die Single wurde am 16. März 2010 veröffentlicht. Das Lied ist auch auf Meyer-Landruts Debütalbum My Cassette Player vertreten, das am 7. Mai 2010 veröffentlicht wurde. Als Download war es bereits am 13. März 2010 erhältlich und belegte den ersten Platz in den deutschen iTunes-Store-Charts.
Innerhalb von drei Tagen wurde das Lied 40.000-mal in den Verkaufsportalen heruntergeladen. Nach der ersten Verkaufswoche belegte Satellite Platz eins der deutschen Singlecharts und erreichte mit (bis dahin) 150.000 verkauften Exemplaren bereits Goldstatus. Davon waren über 100.000 Verkäufe Downloads, womit der Titel einen neuen Wochenrekord aufstellte. Mitte April erreichte Satellite mit 300.000 verkauften Exemplaren Platinstatus. Aufgrund der hohen Downloadverkäufe und Radioeinsätze in Deutschland, Österreich, der Schweiz und Luxemburg erreichte der Titel im April 2010 Platz 8 in den Eurochart Hot 100 Singles. Auch in den österreichischen Charts konnte sich die Single hoch platzieren und wurde dort der erfolgreichste aus Deutschland stammende Eurovision-Song-Contest-Titel seit Can’t Wait Until Tonight von Max Mutzke im Jahr 2004. In der Schweiz ist das Lied der erfolgreichste aus Deutschland stammende Grand-Prix-Titel seit Ein bißchen Frieden von Nicole 1982. Bereits vor dem Wettbewerb konnte sich der Titel in den schwedischen Charts auf Platz 41 und in den tschechischen auf Platz 56 platzieren. Nach dem Eurovision Song Contest konnte Satellite erneut die Spitze der deutschen Singlecharts erobern, dies gelang auch in der Schweiz, in Norwegen, Schweden, Dänemark und Finnland sowie bei den Eurochart Hot 100 Singles. Zu diesem Zeitpunkt war es mit 464.000 verkauften Kopien der am zweithäufigsten heruntergeladene Titel in Deutschland.

## Musikvideo
Bereits in der Nacht nach dem Finale der deutschen Vorausscheidung wurde das Musikvideo aufgenommen, das sich auf die Sängerin und ihren Tanzstil konzentriert. Es hatte am 16. März 2010 kurz vor der 20-Uhr-Tagesschau im Ersten Premiere. Anschließend wurde es kurz vor der Primetime zeitgleich auf ProSieben, Sat.1, kabel eins und N24 gezeigt. Auf Youtube erreichten die beiden offiziellen Videos von tvtotal.de und eurovision.tv bis Anfang August 2025 zusammen über 119 Millionen Aufrufe.

## Teilnahme am Eurovision Song Contest

### Unser Star für Oslo
Im Vorentscheid Unser Star für Oslo wurde der Titel sowohl als Ballade von Jennifer Braun als auch als Up-Tempo-Nummer von Lena Meyer-Landrut vorgetragen. Mit dem Votum für Lena Meyer-Landrut entschieden sich die Zuschauer gleichzeitig für ihre Fassung des Liedes.

### Eurovision Song Contest 2010
Am 23. März 2010 bekam der NDR in Oslo eine Wildcard zugelost und konnte damit den Startplatz selbst bestimmen. Der Sender entschied sich dafür, Lena Meyer-Landrut mit Startnummer 22 in einem Teilnehmerfeld von 25 Finalisten auftreten zu lassen. Da Deutschland zu den vier finanzstärksten Mitgliedsländern der Europäischen Rundfunkunion gehört, war dieser Titel automatisch für das Finale qualifiziert. Dort errang er mit 246 Punkten deutlich den ersten Platz vor der Band maNga aus der Türkei (170 Punkte) und dem rumänischen Duo Paula Seling und Ovi (162 Punkte). Dies war erst der zweite deutsche Sieg nach Nicole im Jahr 1982.
Im Gegensatz zu Meyer-Landruts Auftritten bei Wetten, dass..?, Verstehen Sie Spaß?, Frag doch mal die Maus, NDR Talk Show, Schlag den Raab und TV total, wo die Musik live mit den Heavytones eingespielt wurde, bekam sie bei ihrem schlicht gehaltenen Auftritt in Oslo Chorunterstützung von den Sängerinnen Maya Saban, Anji Hinke, Cheri Kedida und Grace Risch. Daneben gab es am 25. Mai 2010 eine Live-Fassung in der Sendung TV total, bei der Lena Meyer-Landrut von Alexander Rybak auf der Violine begleitet wurde.
Punktevergabe für Deutschland:
| Anzahl | Punkte | Land                                                                                  | Punkte für Deutschland nach Herkunftsländern |
| ------ | ------ | ------------------------------------------------------------------------------------- | -------------------------------------------- |
| 9×     | 12     | Dänemark, Estland, Finnland, Lettland, Norwegen, Schweden, Schweiz, Slowakei, Spanien | Punkte für Deutschland nach Herkunftsländern |
| 5×     | 10     | Albanien, Belgien, Litauen, Slowenien, Türkei                                         | Punkte für Deutschland nach Herkunftsländern |
| 4×     | 08     | Bosnien und Herzegowina, Irland, Republik Mazedonien, Serbien                         | Punkte für Deutschland nach Herkunftsländern |
| 1×     | 07     | Polen                                                                                 | Punkte für Deutschland nach Herkunftsländern |
| 2×     | 06     | Kroatien, Russland                                                                    | Punkte für Deutschland nach Herkunftsländern |
| 1×     | 05     | Ukraine                                                                               | Punkte für Deutschland nach Herkunftsländern |
| 4×     | 04     | Malta, Niederlande, Vereinigtes Königreich, Zypern                                    | Punkte für Deutschland nach Herkunftsländern |
| 4×     | 03     | Bulgarien, Frankreich, Island, Rumänien                                               | Punkte für Deutschland nach Herkunftsländern |
| 1×     | 02     | Griechenland                                                                          | Punkte für Deutschland nach Herkunftsländern |
| 2×     | 01     | Aserbaidschan, Portugal                                                               | Punkte für Deutschland nach Herkunftsländern |
| 5×     | 0      | Armenien, Georgien, Israel, Moldau, Belarus                                           | Punkte für Deutschland nach Herkunftsländern |

## Rezensionen
Während Jan Delay, Juror bei der Show Unser Star für Oslo, den Song Satellite für mittelmäßig befand („Ich hab den Song jetzt zum ersten Mal gehört und ich finde nicht, dass das jetzt ein großer Hit ist, ehrlich gesagt.“), urteilte La Toya Jackson: „Ich kenne die Show nicht, aber nur nach dem Song zu urteilen, glaube ich, dass Lena sehr gute Chancen hat. Sie klingt wirklich gut. […] Das ist toll. Das Lied ist sehr eingängig, ein echter Ohrwurm.“ Ralph Siegel findet das Lied „nett“, bemängelt aber die gesanglichen Qualitäten Lena Meyer-Landruts: „Sie ist süß, leider trifft sie selten den Ton.“
laut.de meinte, „dass Raabs Eigenkomposition Love Me im Vergleich zu Satellite der bessere Song ist und das eingängig-verspielte Bee der bessere Eurovision Song Contest-Beitrag gewesen wäre. Hier trifft Lena nun aber wirklich keine Schuld, denn so haben es ihre Fans eben gewollt.“
Die von Lena vorgetragene Version von Satellite wurde gegenüber der Ballade als das schlechtere Arrangement kritisiert.

## Kommerzieller Erfolg

### Chartplatzierungen
| ChartsChartplatzierungen     | Höchstplatzierung | Wochen |
| ---------------------------- | ----------------- | ------ |
| Deutschland (GfK)            | 1 (41 Wo.)        | 41     |
| Österreich (Ö3)              | 2 (24 Wo.)        | 24     |
| Schweiz (IFPI)               | 1 (24 Wo.)        | 24     |
| Vereinigtes Königreich (OCC) | 30 (3 Wo.)        | 3      |

| ChartsJahrescharts (2010) | Platzierung |
| ------------------------- | ----------- |
| Deutschland (GfK)         | 3           |
| Österreich (Ö3)           | 11          |
| Schweiz (IFPI)            | 20          |

| ChartsChartplatzierungen | Höchstplatzierung | Wochen |
| ------------------------ | ----------------- | ------ |
| Deutschland (GfK)        | 32 (2 Wo.)        | 2      |

### Auszeichnungen für Musikverkäufe
| Land/Region        | Auszeichnungen für Musikverkäufe (Land/Region, Auszeichnung, Verkäufe) | Verkäufe |
| ------------------ | ---------------------------------------------------------------------- | -------- |
| Dänemark (IFPI)    | Gold                                                                   | 15.000   |
| Deutschland (BVMI) | 2× Platin                                                              | 600.000  |
| Schweden (IFPI)    | Gold                                                                   | 20.000   |
| Schweiz (IFPI)     | Platin                                                                 | 30.000   |
| Insgesamt          | 2× Gold · 3× Platin ·                                                  | 665.000  |

## Coverversionen
Die deutsche Popband Pur nahm den Titel 2010 in der Zeit um den Eurovision Song Contest kurzfristig in ihr Liveprogramm auf und spielte ihn in Form eines Medleys zusammen mit einer neu getexteten Version ihres Hits Lena. Nikka Costa interpretierte den Song während eines Deutschlandbesuchs live und unplugged, nur von Gitarre und Schlagzeug begleitet, bei You FM. Diese Version hatte Playlisteinsätze bei weiteren deutschen Hörfunkstationen. Die Komponistin Julie Frost interpretierte den Song in der deutschen Fernsehtalkshow von Markus Lanz selbst zur Gitarre. Lanz begleitete sie dabei am Klavier. Auf YouTube kursiert zudem die fertig produzierte Version mit Frost als Sängerin, die vor den Erstveröffentlichungen durch Meyer-Landrut und Jennifer Braun bei Unser Star für Oslo eingereicht worden war.
Neben zahlreichen Parodien des Songs (so von Katrin Bauerfeind in Harald Schmidt, Martina Hill in Switch reloaded oder Otto Waalkes in seinem Hänsel-und-Gretel-Medley), fand eine von der Münsteraner Studentenband Uwu Lena zum Fußball-WM-Song umgeschriebene Version mit dem Titel Schland o Schland besondere Beachtung. Nachdem das im Internet verbreitete Video auf urheberrechtliche Bedenken gestoßen war, einigte sich die Band mit dem Verwertungsrechteinhaber EMI Publishing und der Plattenfirma Universal Deutschland über eine Vermarktung des Liedes und erreichte damit Platz vier der deutschen Charts. Eine A-cappella-Version erschien 2010 auf dem Album Unsere Zeit der Band medlz. 2011 sang Lena Meyer-Landrut das Lied in der Sesamstraße mit dem von Gerd-Ekken Gerdes verfassten deutschen Text Bert, oh Bert Beim Eröffnungsakt des Eurovision Song Contest in Düsseldorf sangen Stefan Raab, Judith Rakers, Anke Engelke und Lena das Lied gemeinsam in einer Rockabilly-Version.
2013 wurde Satellite für einen Schokoriegel-Werbespot der türkischen Lebensmittelfirma Ülker umgetextet. Im Oktober 2013 veröffentlichte das niederländische Popduo Sugarfree eine Version unter dem Titel Fantasie.
Im Februar 2017 interpretierte Conchita Wurst Satellite als Balladen-Version in der Fernsehshow Unser Song 2017, dem deutschen Vorentscheid zum Eurovision Song Contest 2017.
Im Juni 2017 interpretierte Mark Forster den Song in der VOX-Sendung Sing meinen Song – Das Tauschkonzert.
Im April 2025 erschien eine Version des Schweizer ESC-Siegers Nemo.

### Uwu Lena
| ChartsChartplatzierungen | Höchstplatzierung | Wochen |
| ------------------------ | ----------------- | ------ |
| Deutschland (GfK)        | 4 (7 Wo.)         | 7      |
| Österreich (Ö3)          | 70 (1 Wo.)        | 1      |

| ChartsJahrescharts (2010) | Platzierung |
| ------------------------- | ----------- |
| Deutschland (GfK)         | 76          |

### Stefan Raab feat. Lena
| ChartsChartplatzierungen | Höchstplatzierung | Wochen |
| ------------------------ | ----------------- | ------ |
| Deutschland (GfK)        | 24 (2 Wo.)        | 2      |